# Pieśni rewolucyjne
Pieśni rewolucyjne – pieśni związane z rewolucjami poprzez specyfikę problemową i wyrażany typ przeżycia.
Pieśni rewolucyjne mają przeważnie charakter twórczości samorodnej. Po skomponowaniu prawie nigdy nie były rychło publikowane drukiem, a początkowo przekazywane były i zachowywały się głównie w tradycji ustnej (stąd często trudności w ustaleniu kompozytorów i autorów tekstów).
Mając za treść warunki bytowe oraz walki klasowe proletariatu i chłopstwa, stanowić mogą w pewnej mierze źródło pomocnicze do historii ruchów społecznych. Do najbardziej znanych polskich pieśni rewolucyjnych należą: Gdy naród do boju (melodia anonimowa, słowa Gustawa Ehrenberga z ok. 1836), która stała się później hymnem ruchu ludowego, Czerwony Sztandar (melodia pieśni komunardów paryskich, słowa Bolesława Czerwieńskiego z 1881), Mazur Kajdaniarski (melodia ludowa, słowa Ludwika Waryńskiego z 1885), Na barykady, ludu roboczy (anonimowa, pierwszy druk z 1905), Warszawianka Wacława Święcickiego z 1880) – były one pieśniami rewolucji 1905-1907. Z nowszych pieśni rewolucyjnych wymienić należy: Ludu pracy, broń Sowietów oraz Naprzeciw blaskom jutrzni (hymn OMTUR, potem ZMS). Obok pieśni rewolucyjnych powstałych w Polsce śpiewano też dawniej wiele utworów pochodzenia obcego, przede wszystkim Międzynarodówkę (melodia Pierre Degeytera z 1888, słowa Eugène Pottiera z 1871).